# Bubrežni kamenac
Bubrežni kamenac je čvrsta ili kristalna nakupina koja se formira u bubregu zbog dijetetskih minerala u urinu. 
Urinarni kamenci se klasificiraju po lokaciji: u bubregu (nefrolitijaza), mokraćovodu (ureterolitijaza) ili mokraćnom mjehuru (cistolitijaza); ili po svojem kemijskom sastavu: kalcij, struvit, urična kiselina ili drugi sastojci). Oko 80% svih ljudi oboljelih od bubrežnog kamenca su muškarci. Većina muškaraca počinju dobivati prve simptome između 20 i 30 godina, dok ih žene dobivaju tek kasnije. 
Bubrežni kamenci uglavnom napuštaju tijelo kroz mokraćovod, a mnogi od njih se formiraju i odlaze bez da izazovu ikakve komplikacije. No ako kamenci izrastu do veličine od najmanje 3 mm, mogu uzrokovati zastoj u mokraćovodu, koji pak može dovesti do posternalne azotemije i hidronefroze, te grča u mokraćnom kanalu. Do pak dovodi do bolova u trupu (područje između rebra i kuka) koje pacijenti opisuju nepodnošljivima. Kamenci se dovode u vezu s mučninom, povraćanjem, groznicom, krvi u urinu, gnojom u urinu i bolnim mokrenjem. Bolovi dolaze u valovima koji traju između 20 i 60 minuta, počinju u boku ili donjem dijelu leđa te se spuštaju prema donjem dijelu tijela. Analiza urina, pregledi, pretraga ultrazvukom i krvi testovi pomažu u dijagnozi. 
Kada kamenci ne uzrokuju nikakvih simptoma, promatranje i čekanje su valajane opcije. Za kamence koji uzrokuju snažne simptome, kontrola boli je uglavnom prva mjera, a koriste se nesteroidni protuupalni lijekovi ili opioidi. Ozbiljniji slučajevi katkad zahtijevaju kiruršku intervenciju. Primjerice, neki kamenci se mogu razbiti u manje komade uz pomoć valova šoka litotripsije. Neki slučajevi zahtijevaju invazivne oblike operacije. Primjeri su citoskopske procedure kao što je laserska litotripsija ili perkutane tehnike kao što je perkutana nefrolitotomija. 

## Znakovi i simptomi
Kamenci koji remete mokraćni kanal katkad uzrokuju iscrpljujuću, isprekidanu bol koja počinje u boku te se širi prema genitalijama i bedrima. Ova bol se od pacijenata katkad opisuje kao "najveća moguća bol koju su doživjeli". Ovu bol često prati hitnost uriniranja, nemir, hematurija, znojenje, mučnina i povraćanje. Traje u valovima između 20 i 60 minuta a uzrokuje ju stezanje mokraćnog kanala koji pokušava izbaciti kamen.

## Uzroci
Prehrambene navike koje povećevaju opasnost od formiranja kamenca uključuju nisku konzumaciju vode i visoku konzumaciju proteina životinjskog podrijetla, natrij, rafinirani šećeri, fruktoza i kukuruzni sirup s visokom razinom fruktoze, oksalati, sok od grožđa, sok od jabuke i pića od cole.

## Prevencija

### Prehrambene navike
Prehrambene navike imaju velik utjecaj na razvoj bubrežnog kamenca. Preventivne strategije uključuju spojeve dijetnih promjena s ciljem smanjenja lučenja kalkulogenih sastojaka u bubrezima. Trenutne preporuke za minimaliziranje stvaranja bubrežnog kamenca uključuju:
- povećanje uzimanje hrane koja je bogata citratima (i njihovih sokova, kao što je limunada i sok od naranče), s ciljem povećanja mokrenja više od dvije litre dnevno
- pokušaj održavanja konzumiranja količine kalcija u rasponu od 1000 do 1200 mg dnevno
- ograničavanje konzumiranja natrija manje od 2300 mg dnevno
- ograničavanje konzumiranja vitamina C manje od 1000 mg dnevno
- ograničavanje uzimanja životinjskog proteina na ne više od dva obroka dnevno, s manje od 170–230 g dnevno. Dokazana je povezanost između istog i povećanjem bubrežnog kamenca u muškaraca.[8]
- ograničavanje konzumiranja hrana s velikom količinom oksalata (špinat, jagode, orašasto voće, rabarbera,  tamna čokolada, kakao, zakuhan i izmiješan čaj)

## Vanjske poveznice
- Liječenje bubrežnih kamenaca
- Bubrežni kamenci